# Kasteel Nederhorst

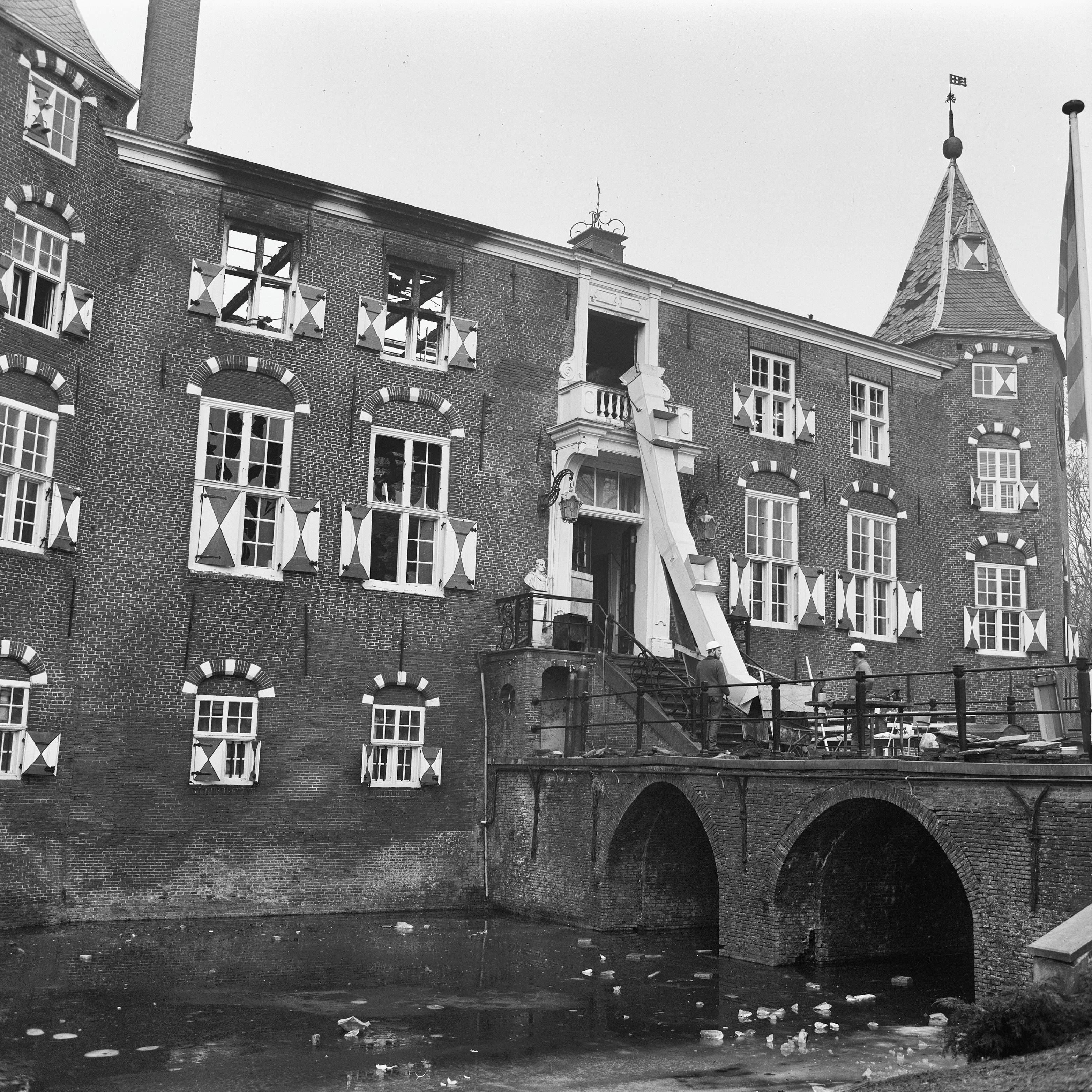
Kasteel Nederhorst in januari 1971, na de brand

Kasteel Nederhorst (ook: Kasteel de Nederhorst) is een Nederlands kasteel in Nederhorst den Berg. Tot de grenswijziging van 1819 lag Nederhorst in het Utrechtse Nedersticht en behoorde vanaf 1536 tot de erkende ridderhofsteden.

## Geschiedenis
De oudst bekende vermelding van een kasteel stamt uit de 13e eeuw. Mogelijk is het kasteel ouder of heeft het voorgangers gekend, maar archeologisch onderzoek heeft hier nog niet plaatsgevonden. Aanvankelijk heette het kasteel Horst. Er wordt gedacht dat omdat bij Rhenen een kasteel heeft gestaan dat Hogerhorst heette, het kasteel Horst voortaan met Nederhorst werd aangeduid. Een andere verklaring luidt dat hiermee echter de iets lager gelegen heuvel wordt aangeduid ten opzichte van 'De Berg', waarop de kerk is gebouwd en waaraan de nederzetting is ontstaan. Beide plekken - van kasteel en kerk - liggen op een langgerekte stuifduin (geen stuwwal zoals Muiderberg), ontstaan gedurende de laatste IJstijd. Het kasteel lag op een strategische positie, op de grens tussen Holland en Het Sticht.
In 1672 werd het door Franse troepen in brand gestoken, en een jaar later werd het verkocht. Het werd vervolgens herbouwd als een vierkant kasteel met op elke hoek een zeskante toren en kreeg in het begin van de 18e eeuw zijn huidige uiterlijk. Rond 1730 werd er een gietijzeren hek omheen gezet.
Begin 1960 werd Kasteel Nederhorst gekocht door Jan Jonker. Het werd geheel gerestaureerd en bood onderdak aan de unieke uurwerkverzameling van Jonker. In 1966 werd ruim de helft van het kasteel verhuurd aan Toonder Studio's. Op 10 januari 1971 brandde het kasteel geheel uit. De uurwerkverzameling van Jonker ging hierbij verloren. Mede door de inspanningen van Toonder Studio's kon de klokkenverzameling in oude glorie worden hersteld. Jonker droeg het uitgebrande kasteel over aan de naar zijn echtgenote genoemde Harmine Woltersstichting.
Na restauratie kon het kasteel in 1973 weer worden opengesteld. Toonder Studio's, dat het werk in enkele noodgebouwen had voortgezet, betrok nu ook de bovenverdiepingen van het kasteel, en realiseerde vervolgens een grote studiohal achter de bijgebouwen. Tot in 2002 bleef het bedrijf, inmiddels toonaangevend in de publicitaire wereld, in kasteel Nederhorst actief. Vanwege de associatie met het slot van Toonders hoofdpersoon Heer Bommel wordt het kasteel in de volksmond ook wel Bommelstein genoemd. In de directe omgeving van het kasteel is door de ANWB een gemarkeerde wandeling uitgezet met de naam "Bommelstein-route". Ook bijvoorbeeld Loeki de Leeuw, bekend uit het vroegere reclameblok op de publieke tv-zenders, kent zijn oorsprong te kasteel de Nederhorst.
In 2019 maakte Stadsherstel Amsterdam bekend het kasteel te kopen om het te transformeren in woonruimte. Er komen appartementen met een woonoppervlakte van 40 tot 115 m², maar het kasteel en de tuinen blijven voor het publiek toegankelijk. Het eigendom van het kasteel is overgegaan over van de Harmine Wolters Stichting aan Stadsherstel. Deze transactie werd in het voorjaar van 2022 afgerond.